# Пикар, Жильбер
Жильбе́р Пика́р (фр. Gilbert Picard; ноябрь 1937) — французский писатель и журналист. Автор криминальных, шпионских и научно-фантастических романов, а также книг посвящённых парашютизму, известным преступникам и преступлениям, защите прав животных, и различным деструктивным религиозным сектам.

## Биография
В юности много путешествовал. Изучал право, намереваясь стать комиссаром полиции, но вместо сдачи экзаменов предпочёл военную службу Вооружённых сила Франции, приняв в качестве десантника участие в Войне за независимость Алжира, где получил звание лейтенанта и Крест Воинской доблести.
Спустя несколько лет после окончания войны он непродолжительное время работал спортивным журналистом в Paris Jour до того, как стал ведущим на радио. Он получил главную премию от Сообщества франкоязычных радиожурналистов. Был постоянным обозревателем кино- и театральной критики, а также ведущим различных шоу выходного дня на радиостанции France Inter. Кроме того работал руководителем информационной службы Радио Франции.
Его писательским дебютом стал шпионский роман «Львы умирают на рассвете» (фр. Les lions sont morts à l'aube) навеянный одним случаев в парашютизме. Затем последовали криминальные романы, вошедшие в литературную серию Le Masque. В 1977 году получает литературную премию Prix du roman d'aventures за приключенческий роман «Пятницы в Ла Пардьё» (фр. Les Vendredis de la Part-Dieu). В дальнейшем из пор его пера снова выходят различные шпионские, а также научно-фантастические произведения.
Начиная с 1986 года вышел ряд его книг посвящённых парашютизму, известным преступникам и преступлениям, защите прав животных, а также различным деструктивным религиозным сектам. В документальной книге «Ад животных» (фр. L'Enfer des animaux), предисловие к которой написала Бриджит Бардо, он поднимает проблему жестокого обращения с животными. В документальной книге «Ад сект» (фр. L'Enfer des sectes) он в частности рассматривает такие организации, как «Церковь саентологии», «Церковь объединения», «Дети бога» и «Новый Акрополь». А книга «Уэйко, секта в огне» (фр. Waco, la secte en feu) (вышедшая тиражом 35 тысяч экземпляров) представляет собой документальный репортаж о трагедии в Уэйко произошедшей с деструктивной сектой «Ветвь Давидова» Дэвида Кореша.
В 1989 году его роман «Смерть на тарелке» (фр. La Mort sur un plateau; вышел в 1977 году) лёг в основу серии «Убийство на тарелке» французского телесериала «Маска» (фр. Le Masque), где роли исполнили Софи Баржак и Винсент Грасс.

## Сочинения

### Романы
- Les lions sont morts à l'aube, Paris, Librairie des Champs-Élysées[фр.], coll. Service secret № 3, 1964
- Solo pour Toumba, Paris, Librairie des Champs-Élysées[фр.], Le Masque[фр.] № 1385, 1975 ; réédition, Paris, Librairie des Champs-Élysées[фр.], Club des Masques № 440, 1981
- Demain n'est qu'une chimère, Paris, Librairie des Champs-Élysées[фр.], Le Masque[фр.] № 1438, 1976 ; réédition, Paris, Librairie des Champs-Élysées[фр.], Club des Masques № 450, 1981
- Le Gang du crépuscule, Paris, Librairie des Champs-Élysées[фр.], Le Masque[фр.] № 1448, 1976 ; réédition, Paris, Librairie des Champs-Élysées[фр.], Club des Masques № 477, 1982
- L'Assassin de l'été, Paris, Librairie des Champs-Élysées[фр.], Le Masque № 1462, 1977 ; réédition, Paris, Librairie des Champs-Élysées[фр.], Club des Masques № 490, 1982
- Les Vendredis de la Part-Dieu, Paris, Librairie des Champs-Élysées[фр.], Le Masque № 1482, 1977
- La Mort sur un plateau, Paris, Librairie des Champs-Élysées[фр.], Le Masque[фр.] № 1506, 1977
- L'Affaire des trois cannes blanches, Paris, Librairie des Champs-Élysées[фр.], Le Masque № 1546, 1978
- La Manipulation, Paris, Librairie des Champs-Élysées[фр.], 1978
- Mourir au son du cor, Paris, Librairie des Champs-Élysées[фр.], Le Masque[фр.] № 1555, 1979
- Meurtre par ordinateur, Paris, Librairie des Champs-Élysées[фр.], 1979
- Les Malles du passé, Paris, Librairie des Champs-Élysées[фр.], Le Masque[фр.] № 1609, 1980
- La Martingale d'Amandine, Paris, Librairie des Champs-Élysées[фр.], Le Masque[фр.] № 1614, 1980
- La Justice des loups, Paris, Librairie des Champs-Élysées[фр.], Le Masque[фр.] № 1630, 1981
- Les Mirages du désert, Paris, Fleuve noir[фр.], Espionnage[фр.] № 1743, 1983
- L'Homme au doigt coupé, Paris, Fleuve noir[фр.], Spécial Police[фр.] № 1847, 1983
- Les Gazelles du Tchad, Paris, Fleuve noir[фр.], Espionnage[фр.] № 1750, 1984
- Le Dissident de Cuba, Paris, Fleuve noir[фр.], Espionnage[фр.] № 1776, 1984
- La Marraine, Paris, Fleuve noir[фр.], Spécial Police[фр.] № 1867, 1984
- Le Jugement premier, Paris, Fleuve noir[фр.], Spécial Police[фр.] № 1880, 1984
- La Dernière Arabesque, Paris, Fleuve noir[фр.], Spécial Police[фр.] № 1895, 1984
- Le Tueur de l'autoroute, Paris, Fleuve noir[фр.], Spécial Police[фр.] № 1899, 1984
- Le Jugement premier, Paris, Fleuve noir[фр.], Spécial Police[фр.] № 1880, 1984
- Les Commandos d'Allah, Paris, Fleuve noir[фр.], Espionnage[фр.] № 1794, 1985
- La Guerre des bacilles, Paris, Fleuve noir[фр.], Espionnage[фр.] № 1845, 1985
- Le Miroir du passé, Paris, Fleuve noir[фр.], Anticipation[фр.] № 1380, 1985
- À quoi bon ressusciter?, Paris, Fleuve noir[фр.], Anticipation[фр.] № 1390, 1985
- La Mort en grand standing, Paris, Fleuve noir[фр.], Spécial Police[фр.] № 1922, 1985
- Le Neuf de la poisse, Paris, Fleuve noir[фр.], Spécial Police[фр.] № 1927, 1985
- Les Noces noires, Paris, Fleuve noir[фр.], Spécial Police[фр.] № 1934, 1985
- Les Racines du mal, Paris, Fleuve noir[фр.], Spécial Police[фр.] № 1935, 1985
- La Voyante, Paris, Fleuve noir[фр.], Spécial Police[фр.] № 1955, 1985
- Les prisonniers n'ont pas d'ailes, Paris, Fleuve noir, Spécial Police[фр.] № 1967, 1985
- Jeux de racket, Paris, Fleuve noir[фр.], Spécial Police[фр.] № 1977, 1985
- La Guerre des bacilles, Paris, Fleuve noir[фр.], Espionnage[фр.] № 1845, 1985
- O.K. Auckland, Paris, Fleuve noir[фр.], Espionnage[фр.] № 1855, 1985
- Le Volcan des sirènes, tome I, Paris, Fleuve noir[фр.], Anticipation[фр.] № 1410, 1985
- Les Combattants des abysses : Le Volcan des sirènes, tome II, Paris, Fleuve noir[фр.], Anticipation[фр.] № 1380, 1985
- Les Taupes du ciel, Paris, Fleuve noir[фр.], Espionnage[фр.] № 1870, 1986
- Cap sur Bander Abbas, Paris, Fleuve noir[фр.], Espionnage[фр.] № 1878, 1986
- Le Sous-marin maltais, Paris, Fleuve noir[фр.], Espionnage[фр.] № 1880, 1986
- Les Chemins de Damas, Paris, Fleuve noir[фр.], Espionnage[фр.] № 1887, 1986
- Le compte est bon, Paris, Fleuve noir[фр.], Spécial Police[фр.] № 2001, 1986
- Meurtre à l'assemblée, Paris, Fleuve noir[фр.], Spécial Police[фр.] № 2025, 1986
- Le Négus rouge, Paris, Fleuve noir[фр.], Espionnage[фр.] № 1890, 1987
- Le Sacrificateur, Paris, Fleuve noir[фр.], Spécial Police[фр.] № 2049, 1987
- Le Parrain jaune, Paris, Fleuve noir[фр.], Spécial Police[фр.] № 2073, 1987
- Ingrid, Paris, Fleuve noir[фр.], Femme Viva № 14, 1987
- Le Calife des neiges, Paris, Fleuve noir[фр.], Collection Noire № 17, 1989
- L'assassin habite au 36.15, Paris, Éditions gauloises aventures, 1989
- Monsieur le maire, Paris, Hermé, coll. Saga, 1991
- Le Sablier, Sampzon, Éd. Delatour, 2008

### Другие произведения
- L'Enfer des animaux, Paris, Le Carrousel, 1986
- L'Enfer des sectes, Paris, Fleuve noir[фр.], 1987
- L'Affaire d'Ouvéa, Monaco, Éditions du Rocher[фр.], 1988 (документальный репортаж о захвате заложников в Увеа[фр.])
- L'Enfer de la santé, Monaco, Éditions du Rocher[фр.], 1988 (в соавторстве с Одил Мартин)
- Le Parachutisme moderne, Paris, Amphora, 1989
- Spaggiari, ou le Casse du siècle, Paris, Fleuve noir[фр.], Crime Story № 5, 1993 (об Альбере Спаджари)
- Waco, la secte en feu, Paris, Fleuve noir[фр.], Crime Story № 21, 1993 (документальный репортаж о трагедии в Уэйко произошедшей с деструктивной сектой «Ветвь Давидова» Дэвида Кореша)
- Avoriaz, les fantômes du festival, Paris, Hermé, 1990 (о кинофестивале в Авориазе)
- Au feu avec la division Daguet, Suresnes, Aramon, 1991

## Награды
- Крест Воинской доблести
- Prix du roman d'aventures[фр.] (1977) за приключенческий роман «Пятницы в Ла Пардьё[фр.]» (фр. Les Vendredis de la Part-Dieu)
- Prix du roman policier de Royan (1979) за «Дело трёх белых тростей» (фр. L'Affaire des trois cannes blanches)
- Prix Moncey (1984) за «Первый суд» (фр. Le Jugement premier)
- Prix de la ville d'Antibes (1986) за «Получить по заслугам» (фр. Le compte est bon)